# 1426 Riviera
Az 1426 Riviera (ideiglenes jelöléssel 1937 GF) a Naprendszer kisbolygóövében található aszteroida. Margueritte Laugier fedezte fel 1937. április 1-én, Nizzában.